# Microrregión de la Sierra del Pereiro
La microrregión de la Sierra del Pereiro es una de las  microrregiones del estado brasileño del Ceará perteneciente a la mesorregión  Jaguaribe. Su población fue estimada en 2005 por el IBGE en 40.022 habitantes y está dividida en cuatro municipios. Posee un área total de 2.047,682 km².

## Municipios
- Ererê
- Iracema
- Pereiro
- Potiretama

- Datos: Q1867788